# ۵۰۱ (خورشیدی)
۵۰۱ پانصد و یکمین سال هجری خورشیدی است.